# Arthroleptella landdrosia
Arthroleptella landdrosia és una espècie de granota que viu a Sud-àfrica.
Està amenaçada d'extinció per la pèrdua del seu hàbitat natural.